# تپه فنی حرفه‌ای (۱)
تپه فنی حرفه‌ای (۱) مربوط به مس و سنگ است و در شهرستان بروجرد، بخش مرکزی، دهستان همت‌آباد، ۱ کیلومتری شمال قلعه حاتم واقع شده و این اثر در تاریخ ۲۲ اسفند ۱۳۸۵ با شمارهٔ ثبت ۱۸۲۳۰ به‌عنوان یکی از آثار ملی ایران به ثبت رسیده است.